# فدراسیون فوتبال گرجستان
فدراسیون فوتبال گرجستان (گرجی: საქართველოს ფეხბურთის ფედერაცია) نهاد اداره‌کننده مسابقات فوتبال و فوتسال در کشور گرجستان است.
این فدراسیون که در ۱۹۹۰ تأسیس شده عضو یوفا و فیفا نیز می‌باشد و مقر آن در شهر تفلیس است.
مسابقات لیگ برتر فوتبال گرجستان، جام حذفی فوتبال گرجستان و سوپر جام فوتبال گرجستان زیر نظر این فدراسیون برگزار می‌شود.

## رئیسان فدراسیون
- نودار آخالکاتسی (۱۵ فوریه ۱۹۹۰–۲۴ ژانویه ۱۹۹۸)
- میرآب ژوردانیا (۲۵ ژانویه ۱۹۹۸–۱۱ ژوئن ۲۰۰۵)
- نودار اَخَل کتسی (۱۱ ژانویه ۲۰۰۵–۱۳ مه ۲۰۰۷) (با نودار آخالکاتسی اشتباه نشود)
- گیورگی نمسادزه (۱۳ مه ۲۰۰۷–۱۴ مه ۲۰۰۷)
- نودار اَخَل کتسی (۱۷ مه ۲۰۰۷–۱۷ سپتامبر ۲۰۰۹) برای باردوم
- رِواز آروِلادزه (۱۷ سپتامبر ۲۰۰۹–۱ اکتبر ۲۰۰۹)
- زویاد سیژیناوا (۱ اکتبر ۲۰۰۹–۷ سپتامبر ۲۰۱۵)
- الکساندره چیوادزه (۷سپتامبر ۲۰۱۵–۳ اکتبر ۲۰۱۵)
- لوان کوبیاشویلی (۳ اکتبر ۲۰۱۵ - اکنون)[۱]